# Ann Lee
Ann Lee (anglès: Annerley Gordon)  (Sheffield, 12 de novembre de 1967) nom artistic d'Annerley Emma Gordon és una cantant britànica de pop i europop, que va aconseguir la seva màxima fama a finals de la dècada de 1990 amb el senzill "2 Times", el qual va aconseguir la segona posició al Regne Unit. Ha publicat també temes sobretot de gènere eurodance sota els pseudònims d'A.Gordon, Lolita, Virginelle i Annalise.

## Biografia
Després d'haver-se traslladat a viure a Itàlia a finals de la dècada de 1980, Gordon va llançar uns quants senzills en solitari Eurobeat sota el segell italià A-Beat-C. sota els noms Annerley Gordon i Annalise. Se li atribueix a Gordon la seva contribució a la composició de "The Rhythm of the Night", llançat a Itàlia el desembre de 1993 al segell discogràfic DWA, pel projecte Eurodance Corona.
El 1995 Annerley Gordon forma part del Projecte d'euro dance Ally & Jo format pels productors Larry Pignagnoli i Davide Riva. Es van llançar quatre senzills sota el nom d'Ally & Jo; el primer titulat "The Lion Sleeps Tonight", cover del clàssic de The Tokens de 1961 i de la música popular africana de 1939. El segon senzill va ser "Holding You" llançat en 1996 seguit per "Nasty Girl" el 1997 i l'últim titulat "In The Zodiac" a principis de 1998, any que el projecte va ser abandonat. Tots els senzills es van publicar com Maxi-single, però no es va llançar vídeo oficial de cap tema.
El primer senzill en solitari de Gordon amb el nom d'"Ann Lee" va ser "2 Times", publicat originalment el 1998.
El 1998 Annerley Gordon llança el seu primer senzill sota el nom d'Ann Lee titulat "2 Times", tema que la feu famosa arreu del món, convertint-se en una de les cançons més escoltades de finals dels noranta, considerada actualment com una icona de l'escena Eurodance i tot un clàssic de la música electrònica. Va ser reeditat a principis de 1999 i es va convertir en un hit entre els 10 millors a Àustria. , França, Alemanya, Itàlia, Països Baixos i Noruega, així com a Austràlia i Nova Zelanda. També va arribar al número 2 al seu Regne Unit natal, i va arribar al número u a Flandes i Dinamarca. Al Canadà va arribar al número 14 de la llista de singles. "2 Times" va aparèixer a la pel·lícula de 2001 Head Over Heels com a tema de la pel·lícula.
A mitjan 1999 presenta el seu Àlbum titulat "Dreams" amb 11 cançons mes un "Bonus track". El disc va tenir èxit en països d'Europa, Àsia i Oceania. Va arribar al primer lloc de diverses llistes de vendes i conté temes com "2 Times", "Voices", "Ring My Bell", "Come To Me" i "So Deep". A finals de 1999 publica la cançó "Voices" com a segon senzill de l'àlbum al costat d'un vídeo promocional, la cançó no va arribar a tenir el mateix èxit que el primer single "2 times", però es va convertir ràpidament en una de les preferides a Europa i Amèrica a inicis del 2000. El Maxi-single comptava amb la versió original i l'estesa, a més de les versions Snapshot, Bulletproof, G.Side, Funk Ja i Alterauin Remix. El tercer single publicat va ser "Ring My bell", cover de la cançó original d'Anita Ward de 1979, el tema es va publicar al costat d'un vídeo promocional posicionant-se en els primers llocs en països d'Europa i Amèrica gràcies al remix realitzat pel grup italià Eifel 65 i al Maxi-single que comptava amb excel·lents remixes i versions ballables de la cançó. El Quart i últim single oficial de l'àlbum va ser "Sota Deep", cançó promocional que es llancés a inicis del 2001, va comptar amb un Maxi-single que va comptar amb les versions originals i Snapshot Ràdio, a més de 3 remixes i versió ampliada, la cançó no va comptar amb vídeo oficial.
En 2003 presenta un nou senzill titulat "No no no" publicat només en països d'Europa, però el qual va obtenir popularitat en diversos països del món gràcies al remix del Dj italià Benny Benassi, la versió "Satisfaction Mix" contenia elements de Tech-House, gènere popularitzat per Benassi en aquest any. La cançó va comptar amb un Maxi-single de 5 remixes, versió original i estesa, però no va comptar amb un vídeo oficial.
El 2007 Ann Lee presenta el seu segon Àlbum titulat "Sota Alive" un disc amb 11 cançons el qual no va obtenir rellevància a nivell mundial. De el disc es desprenen els senzills "Catches Your Love", "Just An Hour" i "Every Single Day" dels quals només es va promocionar "Catches Your Love" amb un Maxi-single, comptant amb el remix de DJ Favretto i 5 remixes però sense comptar amb Vídeo Oficial. El tema "Just An Hour" és una versió aparentment millorada de la seva cançó "No no no" contenint parts de la cançó original de 2003. L'àlbum inclou 2 bonus Tracks: "Hold My Hand Tonight" i una nova versió del seu èxit " 2 Times "a càrrec de Ice Bergem i Dj Favretto, el qual es re-llancés com promocional del nou àlbum. «2 Times 2007" es va editar en dos discos: "The Purple mixes" que contenia els remixes de F & A Factor Eecktro Remix, Funky Spice Remix i Minimal Chic 4 Big Room Mix. I "The Green Mixes" que contenia els remixes d'Ice Bergem Vs Favretto, Soundloverz Remix i una versió A cappella.
El segon senzill de Lee, "Voices", va sortir molt menys bé, tot i que va ser un èxit del Top 10 a la República Txeca, Dinamarca i Espanya, i Top 30 al Regne Unit.
El 2007 va veure el retorn de Lee amb l'àlbum So Alive, amb el senzill "Catches Your Love". El 2009, va llançar el senzill, "2 People", sota el segell Off Limits. Al desembre d'aquell any, Lee va proporcionar la veu del senzill "I Get The Feeling" de Favretto, també publicat per Off Limits.
A finals de 2009 reapareix al costat de Dj Favretto amb el senzill "I Get The Feeling" llançat a Itàlia, un tema Eurohouse que només es va promocionar a Europa, es va editar un CD Single on s'incloïen la versió ampliada i la acapella de la cançó.
El 2010 Ann llegeix publica el senzill "2 People" al costat de Dj Favretto en un EP amb 11 remixes.

## Vida personal
Lee va comprar una casa a Itàlia el 2005 i va tenir un fill que va néixer el mateix any.